# Радун (Мекленбург)
Радун (нем. Raduhn) — бывшая коммуна в Германии, в земле Мекленбург — Передняя Померания. 
Входил в состав района Пархим. Подчинялся управлению Пархимер Умланд.  Население составляет 526 человек (на 31 декабря 2006 года). Занимает площадь 13,25 км². Официальный код  —  13 0 60 064.
В 2009 году вошёл в Левицранд вместе с деревнями Мацлов-Гарвиц и Клинкен.